# Ines Osinaga Urizar
Ines Osinaga Urizar   (Arrasate, 1982) és una acordionista i cantant en basc basca, membre del grup musical Gose, i anteriorment d'Ekon. De jove aprengué a tocar la trikitixa gràcies a Maixa, del grup Maixa ta Ixiar, de qui fou la seva alumna. Cursà estudis de bioquímica a Bilbao.

## Discografia

### Ekon
- Etnia 2000 (Mil A Gritos Records, 2000)
- Salatzen dut (GOR Discos, 2002)

### Gose
- Gose (Oihuka, 2005)
- Gose II (Baga-biga/La Chiquilla, 2007)
- Gose III (La Chiquilla, 2009)
- Gose IIII (La Chiquilla, 2010)
- Gose IIIII (Jangura Produkzioak, 2012)
- Gose & The Family (Bonberenea Ekintzak, 2014)
- Gosariak (Gose, 2014)